# Argentyna na Letnich Igrzyskach Olimpijskich 2020
Argentynę na Letnich Igrzyskach Olimpijskich 2020, rozegranych w dniach 23 lipca – 8 sierpnia 2021 roku w Tokio, reprezentowało 189 zawodników (131 mężczyzn i 58 kobiet). Zdobyli oni 3 medale: 1 srebrny i 2 brązowe, zajmując 72. miejsce w klasyfikacji medalowej.
Był to dwudziesty piąty start reprezentacji Argentyny na letnich igrzyskach olimpijskich.

## Zdobyte medale
| Medal  | Zawodnik | Dyscyplina      | Konkurencja      | Rezultat                                                          | Data            |
| ------ | --- | --------------- | ---------------- | ----------------------------------------------------------------- | --------------- |
| Srebro | Agustina Albertarrio Agostina Alonso Noel Barrionuevo Valentina Costa Biondi Emilia Forcherio Agustina Gorzelany María José Granatto Victoria Granatto Julieta Jankunas Sofía Maccari Delfina Merino Valentina Raposo Rocío Sánchez Moccia Micaela Retegui Victoria Sauze Belén Succi Sofía Toccalino Eugenia Trinchinetti | Hokej na trawie | turniej kobiet   | W finale przegrały z reprezentacją Holandii 1:3                   | 4 sierpnia 2021 |
| Brąz   | Santiago Álvarez Lautaro BazánLucio Cinti Rodrigo Etchart Luciano González Rodrigo Isgro Santiago Mare Ignacio Mendy Marcos Moneta Matías Osadczuk Gastón Revol Germán Schulz Felipe del MestreSantiago Gómez Cora | Rugby 7         | turniej mężczyzn | Wygrana o trzecie miejsce z reprezentacją Wielkiej Brytanii 17:12 | 28 lipca 2021   |
| Brąz   | Matías Sánchez Federico Pereyra Cristian Poglajen Facundo Conte Agustín Loser Santiago Danani Sebastián Solé Bruno Lima Ezequiel Palacios Luciano De Cecco Nicolás Méndez Martín Ramos | Piłka siatkowa  | turniej mężczyzn | Wygrana o trzecie miejsce z reprezentacją Brazylii 3:2            | 7 sierpnia 2021 |

## Skład kadry

### Boks
| Zawodnik        | Konkurencja              | 1/16             | 1/8              | Ćwierćfinał      | Półfinał         | Finał            | Finał   | Źródło |
| Zawodnik        | Konkurencja              | Przeciwnik Wynik | Przeciwnik Wynik | Przeciwnik Wynik | Przeciwnik Wynik | Przeciwnik Wynik | Miejsce | Źródło |
| --------------- | ------------------------ | ---------------- | ---------------- | ---------------- | ---------------- | ---------------- | ------- | ------ |
| Ramón Quiroga   | waga musza mężczyzn      | Escobar P 0-5    | NQ               | NQ               | NQ               | NQ               | 17.     | [ 3 ]  |
| Mirco Cuello    | waga piórkowa mężczyzn   | Shadalov W 3-2   | Butdee P 1-4     | NQ               | NQ               | NQ               | 9.      | [ 4 ]  |
| Brian Arregui   | waga półśrednia mężczyzn | Johnson P 2-3    | NQ               | NQ               | NQ               | NQ               | 17.     | [ 5 ]  |
| Francisco Verón | waga średnia mężczyzn    | Chartoi W 5-0    | Cedeño P 2-3     | NQ               | NQ               | NQ               | 9.      | [ 6 ]  |
| Dayana Sánchez  | waga lekka kobiet        | Bye              | Yıldız P 0-5     | NQ               | NQ               | NQ               | 9.      | [ 7 ]  |

### Gimnastyka
| Zawodniczka        | Konkurencja             | Kwalifikacje | Kwalifikacje | Kwalifikacje | Kwalifikacje | Kwalifikacje | Kwalifikacje | Finał     | Finał     | Finał     | Finał     | Finał | Finał   | Źródło |
| Zawodniczka        | Konkurencja             | Przyrządy    | Przyrządy    | Przyrządy    | Przyrządy    | Razem        | Pozycja      | Przyrządy | Przyrządy | Przyrządy | Przyrządy | Razem | Pozycja | Źródło |
| Zawodniczka        | Konkurencja             | V            | UB           | BB           | F            | Razem        | Pozycja      | V         | UB        | BB        | F         | Razem | Pozycja | Źródło |
| ------------------ | ----------------------- | ------------ | ------------ | ------------ | ------------ | ------------ | ------------ | --------- | --------- | --------- | --------- | ----- | ------- | ------ |
| Abigail Magistrati | wielobój indywidualnie  | 13,366       | 11,533       | 11,233       | 12,133       | 48,265       | 69.          | NQ        | NQ        | NQ        | NQ        | NQ    | NQ      | [ 8 ]  |
| Abigail Magistrati | ćwiczenia na poręczach  | N/A          | 11,533       | N/A          | N/A          | 11,533       | 79.          | NQ        | NQ        | NQ        | NQ        | NQ    | NQ      | [ 8 ]  |
| Abigail Magistrati | ćwiczenia na równoważni | N/A          | N/A          | 11,233       | N/A          | 11,233       | 81.          | NQ        | NQ        | NQ        | NQ        | NQ    | NQ      | [ 8 ]  |
| Abigail Magistrati | ćwiczenia wolne         | N/A          | N/A          | N/A          | 12,133       | 12,133       | 67.          | NQ        | NQ        | NQ        | NQ        | NQ    | NQ      | [ 8 ]  |

### Golf
| Zawodnik               | Konkurencja | Runda 1 | Runda 2 | Runda 3 | Runda 4 | Łącznie | Łącznie | Łącznie | Źródło |
| Zawodnik               | Konkurencja | Wynik   | Wynik   | Wynik   | Wynik   | Wynik   | Par     | Pozycja | Źródło |
| ---------------------- | ----------- | ------- | ------- | ------- | ------- | ------- | ------- | ------- | ------ |
| Magdalena Simmermacher | kobiety     | 76      | 70      | 78      | 76      | 300     | + 16    | 58.     | [ 9 ]  |

### Hokej na trawie
Turniej kobiet
- Reprezentacja kobiet

| - Agustina Albertarrio - Agostina Alonso - Valentina Costa Biondi - Emilia Forcherio - Agustina Gorzelany - María José Granatto - Victoria Granatto - Julieta Jankunas - Sofía Maccari |  | - Noel Barrionuevo - Delfina Merino - Belén Succi - Valentina Raposo - Rocío Sánchez Moccia - Micaela Retegui - Victoria Sauze - Sofía Toccalino - Eugenia Trinchinetti |

| Drużyna   | Konkurencja | Faza grupowa      | Faza grupowa     | Faza grupowa     | Faza grupowa     | Faza grupowa     | Faza grupowa | Ćwierćfinały     | Półfinały        | Finał            | Pozycja | Źródło |
| Drużyna   | Konkurencja | Przeciwnik Wynik  | Przeciwnik Wynik | Przeciwnik Wynik | Przeciwnik Wynik | Przeciwnik Wynik | Pozycja      | Przeciwnik Wynik | Przeciwnik Wynik | Przeciwnik Wynik | Pozycja | Źródło |
| --------- | ----------- | ----------------- | ---------------- | ---------------- | ---------------- | ---------------- | ------------ | ---------------- | ---------------- | ---------------- | ------- | ------ |
| Argentyna | kobiety     | Nowa Zelandia 0:3 | Hiszpania 3:0    | Chiny 3:2        | Japonia 2:1      | Australia 0:2    | 3.           | Niemcy 3:0       | Indie 2:1        | Holandia 1:3     | srebro  | [ 10 ] |

Turniej mężczyzn
- Reprezentacja mężczyzn

| - Juan Manuel Vivaldi - Pedro Ibarra - Santiago Tarazona - Nicolás Keenan - Nahuel Salis - Maico Casella - Lucas Vila - Leandro Tolini - Diego Paz |  | - Ignacio Ortiz - Juan Martín López - Matías Rey - Lucas Martínez - Nicolás Cicileo - Agustín Mazzilli - Lucas Rossi - Thomas Habif - Agustín Bugallo |

| Drużyna   | Konkurencja | Faza grupowa     | Faza grupowa     | Faza grupowa     | Faza grupowa     | Faza grupowa      | Faza grupowa | Ćwierćfinały     | Półfinały        | Finał            | Pozycja | Źródło |
| Drużyna   | Konkurencja | Przeciwnik Wynik | Przeciwnik Wynik | Przeciwnik Wynik | Przeciwnik Wynik | Przeciwnik Wynik  | Pozycja      | Przeciwnik Wynik | Przeciwnik Wynik | Przeciwnik Wynik | Pozycja | Źródło |
| --------- | ----------- | ---------------- | ---------------- | ---------------- | ---------------- | ----------------- | ------------ | ---------------- | ---------------- | ---------------- | ------- | ------ |
| Argentyna | mężczyźni   | Hiszpania 1:1    | Japonia 2:1      | Australia 2:5    | Indie 1:3        | Nowa Zelandia 4:1 | 3.           | Niemcy 1:3       | NQ               | NQ               | 7.      | [ 11 ] |

### Jeździectwo
Skoki przez przeszkody
| Zawodnik                                       | Konkurencja   | Koń                         | Kwalifikacje | Kwalifikacje | Kwalifikacje | Kwalifikacje | Finał      | Finał       | Finał   | Pozycja | Źródło        |
| Zawodnik                                       | Konkurencja   | Koń                         | Kary         | Kary         | Łącznie      | Pozycja      | Kary       | Kary        | Łącznie | Pozycja | Źródło        |
| Zawodnik                                       | Konkurencja   | Koń                         | Przeszkody   | Limit czasu  | Łącznie      | Pozycja      | Przeszkody | Limit czasu | Łącznie | Pozycja | Źródło        |
| ---------------------------------------------- | ------------- | --------------------------- | ------------ | ------------ | ------------ | ------------ | ---------- | ----------- | ------- | ------- | ------------- |
| José Maria Larocca                             | indywidualnie | Finn Lente                  | 8            | 0            | 8            | 44.          | NQ         | NQ          | NQ      | 44.     | [ 12 ] [ 13 ] |
| Martín Dopazo                                  | indywidualnie | Quintino 9                  | 8            | 2            | 10           | 52.          | NQ         | NQ          | NQ      | 52.     | [ 12 ] [ 13 ] |
| Fabian Sejanes                                 | indywidualnie | Emir                        | 12           | 1            | 13           | 57.          | NQ         | NQ          | NQ      | 57.     | [ 12 ] [ 13 ] |
| Matias Albarracin Martín Dopazo Fabian Sejanes | drużynowo     | Cannavaro 9 Quintino 9 Emir | 6 7 14       | 0            | 27           | 10.          | 22 13 14   | 0           | 49      | 7.      | [ 14 ] [ 15 ] |

### Judo
| Zawodnik         | Konkurencja | 1/16                | 1/8                 | Ćwierćfinał         | Półfinał            | Repasaże            | Finał / 3. miejsce  | Finał / 3. miejsce | Źródła |
| Zawodnik         | Konkurencja | Przeciwniczka Wynik | Przeciwniczka Wynik | Przeciwniczka Wynik | Przeciwniczka Wynik | Przeciwniczka Wynik | Przeciwniczka Wynik | Pozycja            | Źródła |
| ---------------- | ----------- | ------------------- | ------------------- | ------------------- | ------------------- | ------------------- | ------------------- | ------------------ | ------ |
| Emmanuel Lucenti | -81 kg (m)  | Iwanow P 00-10      | NQ                  | NQ                  | NQ                  | NQ                  | NQ                  | 17.                | [ 16 ] |
| Paula Pareto     | -48 kg (k)  | Whitebooi W 10-00   | Štangar W 10-00     | Tonaki P 00-10      | NQ                  | Costa P 00-01       | NQ                  | 7.                 | [ 17 ] |

### Kajakarstwo
| Zawodnik        | Konkurencja    | Eliminacje | Eliminacje | Ćwierćfinały | Ćwierćfinały | Półfinały | Półfinały | Finał A/B | Finał A/B  | Pozycja | Źródło |
| Zawodnik        | Konkurencja    | Czas       | Pozycja    | Czas         | Pozycja      | Czas      | Pozycja   | Czas      | Pozycja    | Pozycja | Źródło |
| --------------- | -------------- | ---------- | ---------- | ------------ | ------------ | --------- | --------- | --------- | ---------- | ------- | ------ |
| Rubén Rézola    | K-1 200 m (m)  | 35,059     | 2.         | N/A          | N/A          | 36,552    | 7.        | 36,775    | 7. Finał B | 15.     | [ 18 ] |
| Agustín Vernice | K-1 1000 m (m) | 3:40,430   | 2.         | N/A          | N/A          | 3:24,734  | 4.        | 3:28,503  | 8. Finał A | 8.      | [ 18 ] |
| Brenda Rojas    | K-1 200 m (k)  | 43,802     | 6.         | 44,876       | 6.           | NQ        | NQ        | NQ        | NQ         | NQ      | [ 18 ] |
| Brenda Rojas    | K-1 500 m (k)  | 1:54,541   | 4.         | 1:51,822     | 3.           | 1:58,301  | 7.        | NQ        | NQ         | NQ      | [ 18 ] |

### Kajakarstwo górskie
| Zawodnik    | Konkurencja | Eliminacje | Eliminacje | Eliminacje | Eliminacje | Eliminacje | Eliminacje | Półfinały | Półfinały | Finał | Finał   | Pozycja | Źródło |
| Zawodnik    | Konkurencja | P 1        | M.         | P 2        | M.         | Razem      | M.         | Czas      | Miejsce   | Czas  | Miejsce | Pozycja | Źródło |
| ----------- | ----------- | ---------- | ---------- | ---------- | ---------- | ---------- | ---------- | --------- | --------- | ----- | ------- | ------- | ------ |
| Lucas Rossi | K-1 (m)     | 103,02     | 19.        | 98,29      | 16.        | 98,29      | 21.        | NQ        | NQ        | NQ    | NQ      | 21.     | [ 19 ] |

### Kolarstwo

#### Kolarstwo szosowe
| Zawodnik          | Konkurencja                    | Czas | Pozycja | Źródło |
| ----------------- | ------------------------------ | ---- | ------- | ------ |
| Eduardo Sepúlveda | wyścig ze startu wspólnego (m) | DNF  | DNF     | [ 20 ] |

#### Kolarstwo górskie
| Zawodnik              | Konkurencja       | Czas    | Pozycja | Źródło |
| --------------------- | ----------------- | ------- | ------- | ------ |
| Sofía Gómez Villafañe | cross-country (k) | 1:25:13 | 23.     | [ 21 ] |

#### Kolarstwo BMX
Wyścig
| Zawodnik       | Konkurencja | Ćwierćfinał | Ćwierćfinał | Półfinał | Półfinał | Finał | Finał   | Pozycja | Źródło |
| Zawodnik       | Konkurencja | Wynik       | Miejsce     | Wynik    | Miejsce  | Wynik | Miejsce | Pozycja | Źródło |
| -------------- | ----------- | ----------- | ----------- | -------- | -------- | ----- | ------- | ------- | ------ |
| Nicolás Torres | mężczyźni   | 13          | 4.          | 13       | 5.       | NQ    | NQ      | 9.      | [ 22 ] |

### Koszykówka
Turniej mężczyzn
- Reprezentacja mężczyzn

| - Luis Scola - Facundo Campazzo - Nicolás Laprovíttola - Nicolás Brussino - Leandro Bolmaro - Francisco Cáffaro |  | - Marcos Delía - Gabriel Deck - Luca Vildoza - Juan Pablo Vaulet - Patricio Garino - Tayavek Gallizzi |

| Drużyna   | Konkurencja | Faza grupowa     | Faza grupowa     | Faza grupowa     | Faza grupowa | Ćwierćfinały     | Półfinały        | Finał            | Pozycja | Źródło        |
| Drużyna   | Konkurencja | Przeciwnik Wynik | Przeciwnik Wynik | Przeciwnik Wynik | Pozycja      | Przeciwnik Wynik | Przeciwnik Wynik | Przeciwnik Wynik | Pozycja | Źródło        |
| --------- | ----------- | ---------------- | ---------------- | ---------------- | ------------ | ---------------- | ---------------- | ---------------- | ------- | ------------- |
| Argentyna | mężczyźni   | Słowenia 100-118 | Hiszpania 71-81  | Japonia 97-77    | 3.           | Australia 59-97  | NQ               | NQ               | 7.      | [ 23 ] [ 24 ] |

### Lekkoatletyka
Konkurencje biegowe
| Zawodnik               | Konkurencja               | Eliminacje | Eliminacje | Półfinał | Półfinał | Finał   | Finał   | Źródło |
| Zawodnik               | Konkurencja               | Wynik      | Miejsce    | Wynik    | Miejsce  | Wynik   | Miejsce | Źródło |
| ---------------------- | ------------------------- | ---------- | ---------- | -------- | -------- | ------- | ------- | ------ |
| Eulalio Muñoz          | maraton (m)               | N/A        | N/A        | N/A      | N/A      | 2:16:35 | 31.     | [ 25 ] |
| Joaquín Arbe           | maraton (m)               | N/A        | N/A        | N/A      | N/A      | 2:21:15 | 53.     | [ 25 ] |
| Belén Casetta          | 3000 m z przeszkodami (k) | 9:52,89    | 12.        | N/A      | N/A      | NQ      | NQ      | [ 26 ] |
| Marcela Cristina Gómez | maraton (k)               | N/A        | N/A        | N/A      | N/A      | 2:44:09 | 61.     | [ 27 ] |

Konkurencje techniczne
| Zawodnik            | Konkurencja       | Kwalifikacje | Kwalifikacje | Finał | Finał   | Źródło |
| Zawodnik            | Konkurencja       | Wynik        | Miejsce      | Wynik | Miejsce | Źródło |
| ------------------- | ----------------- | ------------ | ------------ | ----- | ------- | ------ |
| Germán Chiaraviglio | skok o tyczce (m) | DNS          | DNS          | DNS   | DNS     | [ 28 ] |

### Pięciobój nowoczesny
| Zawodnik          | Konkurencja | Szermierka      | Szermierka | Szermierka | Pływanie | Pływanie | Pływanie | Jazda konna | Jazda konna | Kombinacja: strzelanie/bieg przełajowy | Kombinacja: strzelanie/bieg przełajowy | Kombinacja: strzelanie/bieg przełajowy | Suma punktów | Pozycja | Źródło |
| Zawodnik          | Konkurencja | Wynik (wygrane) | M.         | Punkty     | Czas     | M.       | Punkty   | M.          | Punkty      | Czas                                   | M.                                     | Punkty                                 | Suma punktów | Pozycja | Źródło |
| ----------------- | ----------- | --------------- | ---------- | ---------- | -------- | -------- | -------- | ----------- | ----------- | -------------------------------------- | -------------------------------------- | -------------------------------------- | ------------ | ------- | ------ |
| Sergio Villamayor | mężczyźni   | 11              | 33.        | 166        | 2:10,34  | 35.      | 290      | 27.         | 270         | 11:42,61                               | 27.                                    | 598                                    | 1324         | 30.     | [ 29 ] |

### Piłka nożna
Turniej mężczyzn
- Reprezentacja mężczyzn

| - Jeremías Ledesma - Nehuén Pérez - Claudio Bravo - Hernán de la Fuente - Fausto Vera - Leonel Mosevich - Agustín Urzi - Santiago Colombatto - Adolfo Gaich - Alexis Mac Allister - Esequiel Barco |  | - Lautaro Morales - Andrés Herrera - Facundo Medina - Pedro de la Vega - Martín Payero - Tomás Belmonte - Ezequiel Ponce - Francisco Ortega - Thiago Almada - Carlos Valenzuela - Joaquín Blázquez |

| Drużyna   | Konkurencja      | Faza grupowa     | Faza grupowa     | Faza grupowa     | Faza grupowa | Ćwierćfinały     | Półfinały        | Finał mecz o 3. miejsce | Pozycja | Źródło |
| Drużyna   | Konkurencja      | Przeciwnik Wynik | Przeciwnik Wynik | Przeciwnik Wynik | Pozycja      | Przeciwnik Wynik | Przeciwnik Wynik | Przeciwnik Wynik        | Pozycja | Źródło |
| --------- | ---------------- | ---------------- | ---------------- | ---------------- | ------------ | ---------------- | ---------------- | ----------------------- | ------- | ------ |
| Argentyna | turniej mężczyzn | Australia 0:2    | Egipt 1:0        | Hiszpania 1:1    | 3.           | NQ               | NQ               | NQ                      | 10.     | [ 30 ] |

### Piłka ręczna
Turniej mężczyzn
- Reprezentacja mężczyzn

| - Federico Gastón Fernández - Federico Pizarro - Sebastián Simonet - Diego Simonet - Ignacio Pizarro - Pablo Simonet - Santiago Baronetto - Lucas Moscariello |  | - Gonzalo Carou - Pedro Martínez Cami - Ramiro Martínez - Gastón Mouriño - Pablo Vainstein - Leonel Maciel - Nicolás Bonanno - Juan Bar |

| Drużyna   | Konkurencja      | Faza grupowa     | Faza grupowa     | Faza grupowa     | Faza grupowa     | Faza grupowa     | Faza grupowa | Ćwierćfinały     | Półfinały        | Finał mecz o 3. miejsce | Pozycja | Źródło        |
| Drużyna   | Konkurencja      | Przeciwnik Wynik | Przeciwnik Wynik | Przeciwnik Wynik | Przeciwnik Wynik | Przeciwnik Wynik | Pozycja      | Przeciwnik Wynik | Przeciwnik Wynik | Przeciwnik Wynik        | Pozycja | Źródło        |
| --------- | ---------------- | ---------------- | ---------------- | ---------------- | ---------------- | ---------------- | ------------ | ---------------- | ---------------- | ----------------------- | ------- | ------------- |
| Argentyna | turniej mężczyzn | Francja 27:33    | Niemcy 25:33     | Norwegia 23:27   | Brazylia 23:25   | Hiszpania 27:36  | 6.           | NQ               | NQ               | NQ                      | 12.     | [ 31 ] [ 32 ] |

### Pływanie
| Zawodnik            | Konkurencja          | Eliminacje | Eliminacje | Półfinał | Półfinał | Finał     | Finał   | Źródło               |
| Zawodnik            | Konkurencja          | Czas       | Miejsce    | Czas     | Miejsce  | Czas      | Miejsce | Źródło               |
| ------------------- | -------------------- | ---------- | ---------- | -------- | -------- | --------- | ------- | -------------------- |
| Santiago Grassi     | 50 m dowolnym (m)    | 22,67      | 38.        | NQ       | NQ       | NQ        | NQ      | [ 33 ] [ 34 ] [ 35 ] |
| Santiago Grassi     | 100 m motylkowym (m) | 52,07      | 24.        | NQ       | NQ       | NQ        | NQ      | [ 36 ] [ 37 ] [ 38 ] |
| Delfina Pignatiello | 800 m dowolnym (k)   | 8:44,85    | 27.        | N/A      | N/A      | NQ        | NQ      | [ 39 ] [ 40 ]        |
| Delfina Pignatiello | 1500 m dowolnym (k)  | 16:33,69   | 29.        | N/A      | N/A      | NQ        | NQ      | [ 41 ] [ 42 ]        |
| Julia Sebastián     | 100 m klasycznym (k) | 1:09,35    | 31.        | NQ       | NQ       | NQ        | NQ      | [ 43 ] [ 44 ] [ 45 ] |
| Julia Sebastián     | 200 m klasycznym (k) | 2:29,55    | 29.        | NQ       | NQ       | NQ        | NQ      | [ 46 ] [ 47 ] [ 48 ] |
| Virginia Bardach    | 400 m zmiennym (k)   | 5:01,98    | 17.        | N/A      | N/A      | NQ        | NQ      | [ 49 ] [ 50 ]        |
| Cecilia Biagioli    | 10 km (k)            | N/A        | N/A        | N/A      | N/A      | 2:01:31,7 | 12.     | [ 51 ]               |

### Rugby 7
Turniej mężczyzn
Reprezentacja mężczyzn
| - Santiago Álvarez - Lautaro Bazán - Lucio Cinti - Rodrigo Etchart - Luciano González - Rodrigo Isgro - Santiago Mare |  | - Ignacio Mendy - Marcos Moneta - Matías Osadczuk - Gastón Revol - Germán Schulz - Felipe del Mestre |

| Drużyna   | Konkurencja | Faza grupowa     | Faza grupowa        | Faza grupowa          | Faza grupowa | Ćwierćfinały            | Półfinały        | Finał/Mecz 3. miejsce | Pozycja | Źródło        |
| Drużyna   | Konkurencja | Przeciwnik Wynik | Przeciwnik Wynik    | Przeciwnik Wynik      | Pozycja      | Przeciwnik Wynik        | Przeciwnik Wynik | Przeciwnik Wynik      | Pozycja | Źródło        |
| --------- | ----------- | ---------------- | ------------------- | --------------------- | ------------ | ----------------------- | ---------------- | --------------------- | ------- | ------------- |
| Argentyna | mężczyźni   | Australia 29:19  | Nowa Zelandia 14:35 | Korea Południowa 56:0 | 2.           | Południowa Afryka 19:14 | Fidżi 14:26      | Wielka Brytania 17:12 | brąz    | [ 52 ] [ 53 ] |

### Siatkówka
Turniej kobiet
- Reprezentacja kobiet

| - Elina Rodríguez - Sabrina Soledad Germanier - Yamila Nizetich - Daniela Simian Bulaich - Eugenia Nosach - Julieta Constanza Lazcano |  | - Tatiana Soledad Rizzo - Bianca Farriol - Victoria Mayer - Antonela Fortuna - Erika Mercado - Candelaria Herrera |

| Drużyna   | Konkurencja    | Faza grupowa            | Faza grupowa                      | Faza grupowa     | Faza grupowa     | Faza grupowa     | Faza grupowa | Ćwierćfinały     | Półfinały        | Finał            | Pozycja | Źródło |
| Drużyna   | Konkurencja    | Przeciwnik Wynik        | Przeciwnik Wynik                  | Przeciwnik Wynik | Przeciwnik Wynik | Przeciwnik Wynik | Pozycja      | Przeciwnik Wynik | Przeciwnik Wynik | Przeciwnik Wynik | Pozycja | Źródło |
| --------- | -------------- | ----------------------- | --------------------------------- | ---------------- | ---------------- | ---------------- | ------------ | ---------------- | ---------------- | ---------------- | ------- | ------ |
| Argentyna | turniej kobiet | Stany Zjednoczone P 0:3 | Rosyjski Komitet Olimpijski P 0:3 | Włochy P 0:3     | Turcja P 0:3     | Chiny P 0:3      | 6.           | NQ               | NQ               | NQ               | 11.     | [ 54 ] |

Turniej mężczyzn
- Reprezentacja mężczyzn

| - Matías Sánchez - Federico Pereyra - Cristian Poglajen - Facundo Conte - Agustín Loser - Santiago Danani |  | - Sebastián Solé - Bruno Lima - Ezequiel Palacios - Luciano De Cecco - Nicolás Méndez - Martín Ramos |

| Drużyna   | Konkurencja      | Faza grupowa                      | Faza grupowa     | Faza grupowa     | Faza grupowa     | Faza grupowa            | Faza grupowa | Ćwierćfinały     | Półfinały        | Finał            | Pozycja | Źródło |
| Drużyna   | Konkurencja      | Przeciwnik Wynik                  | Przeciwnik Wynik | Przeciwnik Wynik | Przeciwnik Wynik | Przeciwnik Wynik        | Pozycja      | Przeciwnik Wynik | Przeciwnik Wynik | Przeciwnik Wynik | Pozycja | Źródło |
| --------- | ---------------- | --------------------------------- | ---------------- | ---------------- | ---------------- | ----------------------- | ------------ | ---------------- | ---------------- | ---------------- | ------- | ------ |
| Argentyna | turniej mężczyzn | Rosyjski Komitet Olimpijski P 1:3 | Brazylia P 2:3   | Francja W 3:2    | Tunezja W 3:2    | Stany Zjednoczone W 3:0 | 3.           | Włochy W 3:2     | Francja P 0:3    | Brazylia W 3:2   | brąz    | [ 54 ] |

#### Siatkówka plażowa
Mężczyźni
| Zawodnik                        | Konkurencja | Faza grupowa                         | Faza grupowa                         | Faza grupowa                               | Pozycja | Plat-off         | 1/8              | Ćwierćfinały     | Półfinały        | Finał            | Finał   | Źródło |
| Zawodnik                        | Konkurencja | Przeciwnik Wynik                     | Przeciwnik Wynik                     | Przeciwnik Wynik                           | Pozycja | Przeciwnik Wynik | Przeciwnik Wynik | Przeciwnik Wynik | Przeciwnik Wynik | Przeciwnik Wynik | Pozycja | Źródło |
| ------------------------------- | ----------- | ------------------------------------ | ------------------------------------ | ------------------------------------------ | ------- | ---------------- | ---------------- | ---------------- | ---------------- | ---------------- | ------- | ------ |
| Julian Azaad Nicolás Capogrosso | mężczyzni   | Cerutti Filho 0:2 (16:21, 17:21)     | Brouwer Meeuwsen 0:2 (14:21, 14:21)  | Lucena Dalhausser 1:2 (19:21, 21:18, 6:15) | 4.      | NQ               | NQ               | NQ               | NQ               | NQ               | 19.     | [ 55 ] |
| Ana Gallay Fernanda Pereyra     | kobiet      | Bednarczuk Lisboa 0:2 (19:21, 11:21) | Bansley Wilkerson 0:2 (20:22, 12:21) | Wang Fan Xia Xinyi 0:2 (14:21, 13:21)      | 4.      | NQ               | NQ               | NQ               | NQ               | NQ               | 19.     | [ 55 ] |

### Surfing
| Zawodnik      | Konkurencja | Eliminacje | Eliminacje | Eliminacje | Eliminacje | 1/8 finału       | Ćwierćfinał      | Półfinał         | Finał/3. miejsce | Pozycja | Źródło |
| Zawodnik      | Konkurencja | Runda 1    | Runda 1    | Runda 2    | Runda 2    | 1/8 finału       | Ćwierćfinał      | Półfinał         | Finał/3. miejsce | Pozycja | Źródło |
| Zawodnik      | Konkurencja | Wynik      | Miejsce    | Wynik      | Miejsce    | Przeciwnik Wynik | Przeciwnik Wynik | Przeciwnik Wynik | Przeciwnik Wynik | Pozycja | Źródło |
| ------------- | ----------- | ---------- | ---------- | ---------- | ---------- | ---------------- | ---------------- | ---------------- | ---------------- | ------- | ------ |
| Leandro Usuna | mężczyźni   | 8,27       | 4.         | 9,67       | 5.         | NQ               | NQ               | NQ               | NQ               | 19.     | [ 56 ] |

### Strzelectwo
| Zawodnik                        | Konkurencja                         | Kwalifikacje | Kwalifikacje | Finał | Finał   | Źródło                      |
| Zawodnik                        | Konkurencja                         | Wynik        | Pozycja      | Wynik | Pozycja | Źródło                      |
| ------------------------------- | ----------------------------------- | ------------ | ------------ | ----- | ------- | --------------------------- |
| Alexis Eberhardt                | karabin pneumatyczny (m)            | 622,6        | 33.          | NQ    | NQ      | [ 57 ] [ 58 ]               |
| Alexis Eberhardt                | karabin małokalibrowy 3 postawy (m) | 1152-50x     | 34.          | NQ    | NQ      | [ 59 ] [ 60 ]               |
| Fernanda Russo                  | karabin pneumatyczny (k)            | 618,9        | 40.          | NQ    | NQ      | [ 61 ] [ 62 ]               |
| Fernanda Russo Alexis Eberhardt | karabin pneumatyczny (mikst)        | 618,2        | 27.          | NQ    | NQ      | [ 63 ] [ 64 ] [ 65 ] [ 66 ] |
| Melisa Gil                      | skeet (k)                           | 115          | 18.          | NQ    | NQ      | [ 67 ] [ 68 ]               |
| Federico Gil                    | skeet (m)                           | 120          | 17.          | NQ    | NQ      | [ 69 ]                      |

### Szermierka
| Zawodnik                  | Konkurencja              | 1/32             | 1/16             | 1/8              | Ćwierćfinały     | Półfinały        | Finał/o 3. miejsce | Finał/o 3. miejsce | Źródło |
| Zawodnik                  | Konkurencja              | Przeciwnik Wynik | Przeciwnik Wynik | Przeciwnik Wynik | Przeciwnik Wynik | Przeciwnik Wynik | Przeciwnik Wynik   | Pozycja            | Źródło |
| ------------------------- | ------------------------ | ---------------- | ---------------- | ---------------- | ---------------- | ---------------- | ------------------ | ------------------ | ------ |
| María Belén Pérez Maurice | szabla indywidualnie (k) | N/A              | Márton P 12-15   | NQ               | NQ               | NQ               | NQ                 | 30.                | [ 70 ] |

### Taekwondo
| Zawodnik     | Konkurencja     | 1/8              | Ćwierćfinał      | Półfinał            | Repesaż          | Finał/3. miejsce  | Finał/3. miejsce | Źródło |
| Zawodnik     | Konkurencja     | Przeciwnik Wynik | Przeciwnik Wynik | Przeciwnik Wynik    | Przeciwnik Wynik | Przeciwnik Wynik  | Pozycja          | Źródło |
| ------------ | --------------- | ---------------- | ---------------- | ------------------- | ---------------- | ----------------- | ---------------- | ------ |
| Lucas Guzmán | -58 kg mężczyzn | Woolley W 22-19  | Hadipour W 26-6  | Dell’Aquila P 10-29 | N/A              | Artamonow P 10-15 | 5.               | [ 71 ] |

### Tenis stołowy
| Zawodnik          | Konkurencja        | Eliminacje       | Runda 1          | Runda 2          | Runda 3          | 1/8 finału       | Ćwierćfinały     | Półfinały        | Finał            | Finał   | Źródło |
| Zawodnik          | Konkurencja        | Przeciwnik Wynik | Przeciwnik Wynik | Przeciwnik Wynik | Przeciwnik Wynik | Przeciwnik Wynik | Przeciwnik Wynik | Przeciwnik Wynik | Przeciwnik Wynik | Pozycja | Źródło |
| ----------------- | ------------------ | ---------------- | ---------------- | ---------------- | ---------------- | ---------------- | ---------------- | ---------------- | ---------------- | ------- | ------ |
| Horacio Cifuentes | gra pojedyncza (m) | N/A              | Shing W 4-0      | Chih-yuan P 3-4  | NQ               | NQ               | NQ               | NQ               | NQ               | 33.     | [ 72 ] |
| Gastón Alto       | gra pojedyncza (m) | N/A              | Robles P 1-4     | NQ               | NQ               | NQ               | NQ               | NQ               | NQ               | 49.     | [ 72 ] |

### Tenis ziemny
| Zawodnik                         | Konkurencja | Pierwsza runda                | Druga runda                            | Trzecia runda                   | Ćwierćfinały     | Półfinały        | Finał            | Finał   | Źródło |
| Zawodnik                         | Konkurencja | Przeciwnik Wynik              | Przeciwnik Wynik                       | Przeciwnik Wynik                | Przeciwnik Wynik | Przeciwnik Wynik | Przeciwnik Wynik | Pozycja | Źródło |
| -------------------------------- | ----------- | ----------------------------- | -------------------------------------- | ------------------------------- | ---------------- | ---------------- | ---------------- | ------- | ------ |
| Federico Coria                   | singiel (m) | Kukuszkin P 0-2 (6:7, 5:7)    | NQ                                     | NQ                              | NQ               | NQ               | NQ               | 33.     | [ 73 ] |
| Francisco Cerúndolo              | singiel (m) | Broady P 1-2 (5:7, 7:6, 2:6)  | NQ                                     | NQ                              | NQ               | NQ               | NQ               | 33.     | [ 73 ] |
| Diego Schwartzman                | singiel (m) | Varillas W 2-0 (7:5, 6:4)     | Macháč W 2-0 (6:4, 7:5)                | Chaczanow P 1-2 (1:6, 6:2, 1:6) | NQ               | NQ               | NQ               | 9.      | [ 73 ] |
| Facundo Bagnis                   | singiel (m) | Koepfer P 1-2 (6:3, 3:6, 5:7) | NQ                                     | NQ                              | NQ               | NQ               | NQ               | 13.     | [ 73 ] |
| Andrés Molteni Horacio Zeballos  | debel (m)   | N/A                           | Murray Skupski P 1-2 (7:6, 4:6, 11:13) | NQ                              | NQ               | NQ               | NQ               | 17.     | [ 74 ] |
| Facundo Bagnis Diego Schwartzman | debel (m)   | N/A                           | Krawietz Pütz P 0-2 (2:6, 1:6)         | NQ                              | NQ               | NQ               | NQ               | 17.     | [ 74 ] |
| Nadia Podoroska                  | singiel (k) | Putincewa W 2-0 (7:6, 6:3)    | Aleksandrowa W 2-0 (6:1, 6:3)          | Badosa P 0-2 (2:6, 3:6)         | NQ               | NQ               | NQ               | 9.      | [ 75 ] |
| Nadia Podoroska Horacio Zeballos | mikst       | N/A                           | N/A                                    | Barty Peers P 0-2 (1:6, 6:7)    | NQ               | NQ               | NQ               | 9.      | [ 76 ] |

### Triathlon
| Zawodnik        | Konkurencja | Pływanie | Zmiana 1 | Jazda na rowerze | Zmiana 2 | Bieg  | Czas    | Pozycja | Źródło |
| --------------- | ----------- | -------- | -------- | ---------------- | -------- | ----- | ------- | ------- | ------ |
| Romina Biagioli | kobiety     | 20:09    | 0:45     | 1:06:06          | 0:36     | 40:06 | 2:07:42 | 33.     | [ 77 ] |

### Wioślarstwo
| Zawodnik                       | Konkurencja | Eliminacje | Eliminacje | Repesaż | Repesaż | Półfinały | Półfinały | Finał   | Finał      | Miejsce | Źródło |
| Zawodnik                       | Konkurencja | Czas       | M.         | Czas    | M.      | Czas      | M.        | Czas    | M.         | Miejsce | Źródło |
| ------------------------------ | ----------- | ---------- | ---------- | ------- | ------- | --------- | --------- | ------- | ---------- | ------- | ------ |
| Milka Kraljev Evelyn Silvestro | LW2x        | 7:29,27    | 6.         | 7:39,53 | 4.      | N/A       | N/A       | 7:19,05 | 1. Finał C | 13.     | [ 78 ] |

### Zapasy
| Zawodnik           | Konkurencja                | Kwalifikacje     | 1/8              | Ćwierćfinał      | Półfinał         | Repesaż 1        | Finał            | Finał   | Źródło |
| Zawodnik           | Konkurencja                | Przeciwnik Wynik | Przeciwnik Wynik | Przeciwnik Wynik | Przeciwnik Wynik | Przeciwnik Wynik | Przeciwnik Wynik | Pozycja | Źródło |
| ------------------ | -------------------------- | ---------------- | ---------------- | ---------------- | ---------------- | ---------------- | ---------------- | ------- | ------ |
| Agustín Destribats | -65 kg mężczyzn styl wolny | N/A              | Musukajew P 6-9  | NQ               | NQ               | NQ               | NQ               | 11.     | [ 79 ] |

### Żeglarstwo
| Zawodnik                               | Konkurencja  | Wyścig | Wyścig | Wyścig | Wyścig | Wyścig | Wyścig | Wyścig | Wyścig | Wyścig | Wyścig | Wyścig | Wyścig | Wyścig | Punkty | Finałowa pozycja | Źródło |
| Zawodnik                               | Konkurencja  | 1      | 2      | 3      | 4      | 5      | 6      | 7      | 8      | 9      | 10     | 11     | 12     | M*     | Punkty | Finałowa pozycja | Źródło |
| -------------------------------------- | ------------ | ------ | ------ | ------ | ------ | ------ | ------ | ------ | ------ | ------ | ------ | ------ | ------ | ------ | ------ | ---------------- | ------ |
| Lucía Falasca                          | Laser Radial | 37     | 38     | 27     | 21     | 18     | 14     | 20     | 15     | 40     | 30     | N/A    | N/A    | NQ     | 220    | 31.              | [ 80 ] |
| Victoria Travascio María Sol Branz     | 49erFX       | 6      | 9      | 13     | 18     | 17     | 8      | 6      | 1      | 8      | 1      | 7      | 12     | 2      | 90     | 5.               | [ 81 ] |
| Belén Tavella Lourdes Hartkopf         | 470          | 22 DNC | 22 DNC | 18     | 21     | 20     | 21     | 21     | 20     | 18     | 21     | N/A    | N/A    | NQ     | 160    | 20.              | [ 82 ] |
| María Celia Tejerina                   | RS:X         | 20     | 18     | 21     | 18     | 15     | 21     | 18     | 21     | 16     | 24     | 17     | 22     | NQ     | 207    | 20.              | [ 83 ] |
| Francisco Guaragna                     | Laser        | 13     | 32     | 22     | 12     | 24     | 26     | 36 BFD | 16     | 17     | 11     | N/A    | N/A    | NQ     | 173    | 24.              | [ 84 ] |
| Facundo Olezza Bazan                   | Finn         | 5      | 4      | 8      | 5      | 3      | 6      | 16     | 15     | 3      | 3      | N/A    | N/A    | 16     | 68     | 6.               | [ 85 ] |
| Francisco Cruz Saubidet Birkner        | RS:X         | 16     | 14     | 19     | 21     | 26 DNF | 17     | 14     | 26 UFD | 22     | 20     | 22     | 21     | NQ     | 212    | 21.              | [ 86 ] |
| Santiago Lange Cecilia Carranza Saroli | Nacra 17     | 6      | 2      | 5      | 8      | 4      | 6      | 6      | 14     | 10     | 8      | 11     | 9      | 2      | 77     | 7.               | [ 87 ] |

M – Wyścig medalowy